# Hippoboscidae
Hippoboscidae là mộ họ ruồi ký sinh trong bộ Ruồi.

## Phân loại
- Phân họ Ornithomyinae Bigot, 1853

- Chi Allobosca Speiser, 1899 (1 loài)
- Chi Austrolfersia Bequaert, 1953 (1 loài)
- Chi Crataerina von Olfers, 1816 (8 loài)
- Chi Icosta Speiser, 1905 (52 loài)
- Chi Microlynchia Lutz, 1915 (4 loài)
- Chi Myophthiria Róndani, 1875 (13 loài)
- Chi Olfersia Leach, 1817 (7 loài)
- Chi Ornithoctona Speiser, 1902 (12 loài)
- Chi Ornithoica Róndani, 1878 (24 loài)
- Chi Ornithomya Latreille, 1802 (29 loài)
- Chi Ornithophila Róndani, 1879 (2 loài)
- Chi Ortholfersia Speiser, 1902 (4 loài)
- Chi Phthona Maa, 1969 (3 loài)
- Chi Proparabosca Theodor & Oldroyd 1965 (1 loài)
- Chi Pseudolynchia Bequaert, 1926 (5 loài)
- Chi Stilbometopa Coquillett, 1899 (5 loài)

- Phân họ Hippoboscinae

- Chi Hippobosca Linnaeus, 1758 (7 loài)
- Chi Struthibosca Maa, 1963 (1 loài)

- Phân họ Lipopteninae

- Chi Lipoptena Nitzsch, 1818 (30 loài)
- Chi Melophagus Latreille, 1802 (3 loài)
- Chi Neolipoptena Bequaert, 1942 (1 loài)

## Tham khảo

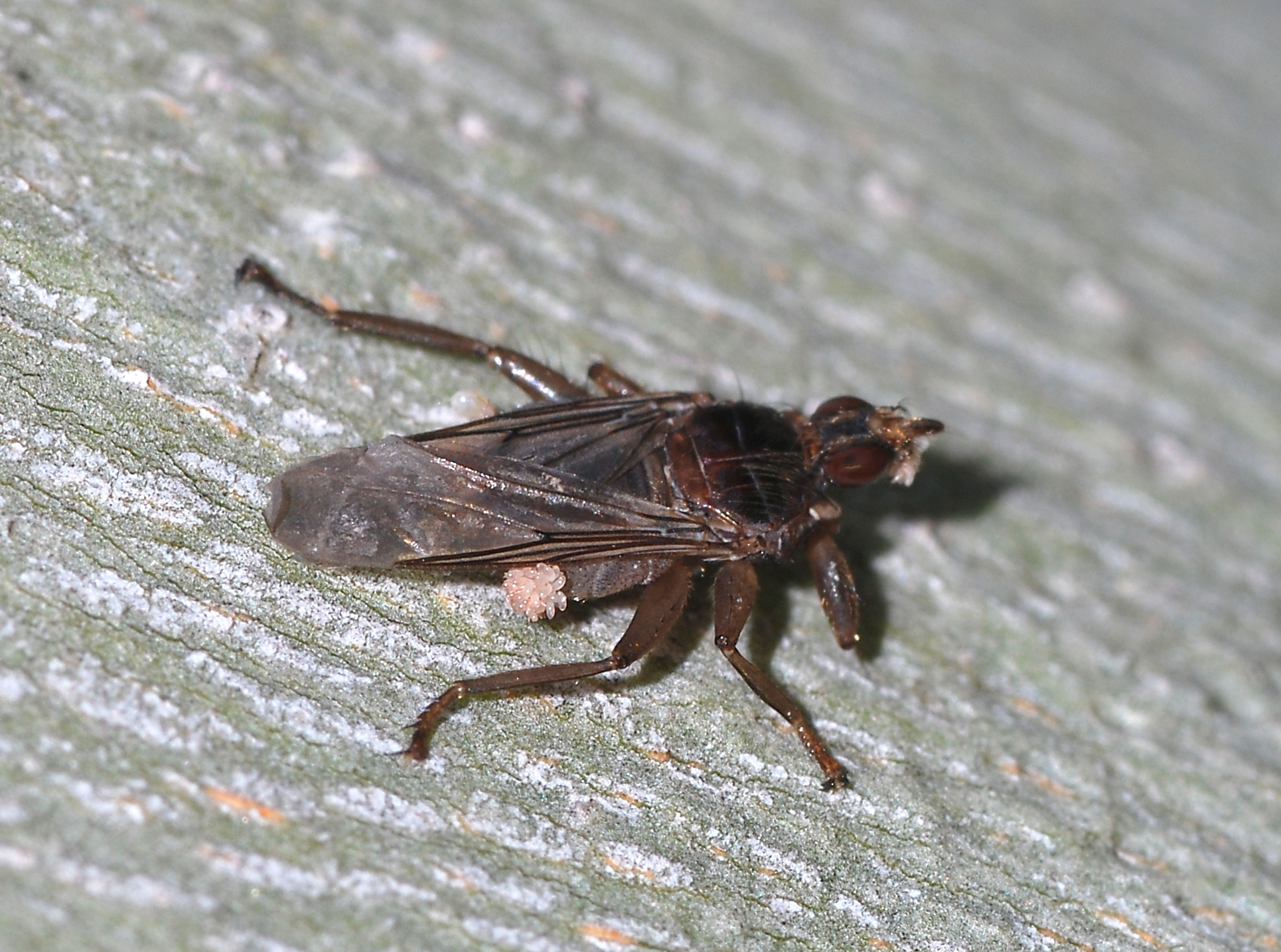
Pseudolynchia canariensis